# Jak działa jamniczek
Jak działa jamniczek – polski animowany film krótkometrażowy z 1971 roku w reżyserii Juliana Antonisza. W filmie wykorzystano niekonwencjonalne techniki filmowe, takie jak wycinanka, rysunek, filmowanie mieszających się płynów, a także wydrapywanie obrazów i rysowanie bezpośrednio na taśmie filmowej, zwane techniką non-camera. Muzykę do filmu stworzył i nagrał sam reżyser. W trakcie filmu zza kadru czytany jest komentarz na wzór filmów dokumentalnych. W przypadku Jamniczka narratorką jest dziewięćdziesięcioletnia pensjonariuszka domu starców, czytająca z kresowym akcentem.

## Treść
Animacja rozpoczyna się jednominutową sekwencją prezentującą różne przykłady wymyślonych, surrealistycznych mechanizmów o niedorzecznych nazwach. Wstęp kończy się wypowiedzianym przez narratorkę tytułowym pytaniem na temat budowy jamnika. Następuje lekcja anatomii „wyjaśniająca” skomplikowaną maszynerię organizmu zwierzęcego. Wykład zabużańskiej narratorki zostaje brutalnie przerwany przez postać Ewarysta, który zgniata jamnika, przez co zwierzę rozpada się na odpady biomechaniczne. Film kończy apel narratorki: „Nie niszczmy jamniczka”.

## Rozpowszechnianie
Premiera filmu odbyła się w czerwcu 1972 jako kinowy dodatek przed francusko-włoskim filmem Zaproszona z 1969 roku.

## Odbiór
Joanna Pawluśkiewicz z portalu Culture.pl pisała, że film Antonisza jest „nie tylko niezwykle dowcipny, ale dzięki charakterystycznemu głosowi narratorki również wzruszający. Przede wszystkim zadziwia jego nonsensowny humor” . Michał Bobrowski odczytywał Jamniczka przez pryzmat kartezjańskiej wizji zwierzęcia jako bezdusznej maszyny, która w ujęciu Antonisza „staje się punktem wyjścia dla nieoczekiwanego humanitarnego, ekologicznego argumentu, polegającego na żmudnej metodzie szacowania wartości ekonomicznej motyla”. Oboje krytyków zauważało, że film Antonisza cieszył się popularnością w mediach społecznościowych takich jak YouTube .

## Nagrody
| Rok  | Festiwal                                   | Nagroda                                                      | Odbiorca        |
| ---- | ------------------------------------------ | ------------------------------------------------------------ | --------------- |
| 1972 | Międzynarodowy Festiwal Filmowy w Mannheim | Międzynarodowa Nagroda Ewangelicka                           | Julian Antonisz |
| 1972 | Międzynarodowy Festiwal Filmowy w Mannheim | Wyróżnienie Międzynarodowego Ekumenicznego Centrum Filmowego | Julian Antonisz |
| 1972 | Krakowski Festiwal Filmowy                 | Brązowy Lajkonik                                             | Julian Antonisz |
| 1972 | OPF „Człowiek i Jego Środowisko”           | Srebrny Feniks                                               | Julian Antonisz |